# タンキー
タンキー（繁体字: 童乩; 拼音: tóngjī; ウェード式: t'ung-chi; 閩南語、台湾語、潮州語:tâng-ki; 日本語読み: どうけい）は、福建、潮州、台湾のシャーマン、霊媒師。憑依体質の者で、神の意志を人間に伝える役割を果たすとされる。
ただし、タンキーは民間信仰に非常に近い存在であるため、日本の神仏習合と同様に仏教の諸仏、儒教の諸聖を道教の神仙と同等に扱い、その身に下ろすことが多い。このため、彼らのかかわる宗教を「神教」という用語で呼ぶことが研究者の間で一般化している。

## 華人の中のタンキー
東南アジアの華僑・華人社会の中でもタンキーは大きな宗教的役割をはたしている。これらの地でも上記の習合的な傾向が強く、シンガポールのタンキー廟でガネーシャなどのヒンドゥー教の神々やアッラーが祀られている、フィリピンのタンキー廟でイエス・キリストや聖母マリア、聖人たちが神仙や菩薩如来と共に祀られている、などといった事例が報告されている。
シンガポールの上流階級の人々はタンキー信仰を捨ててプロテスタントやカトリックに改宗する傾向にあるが、そういった場合でも牧師がシャーマンの役割を果たしており、信者たちと集団でトランス状態に陥るという。

## 関連項目

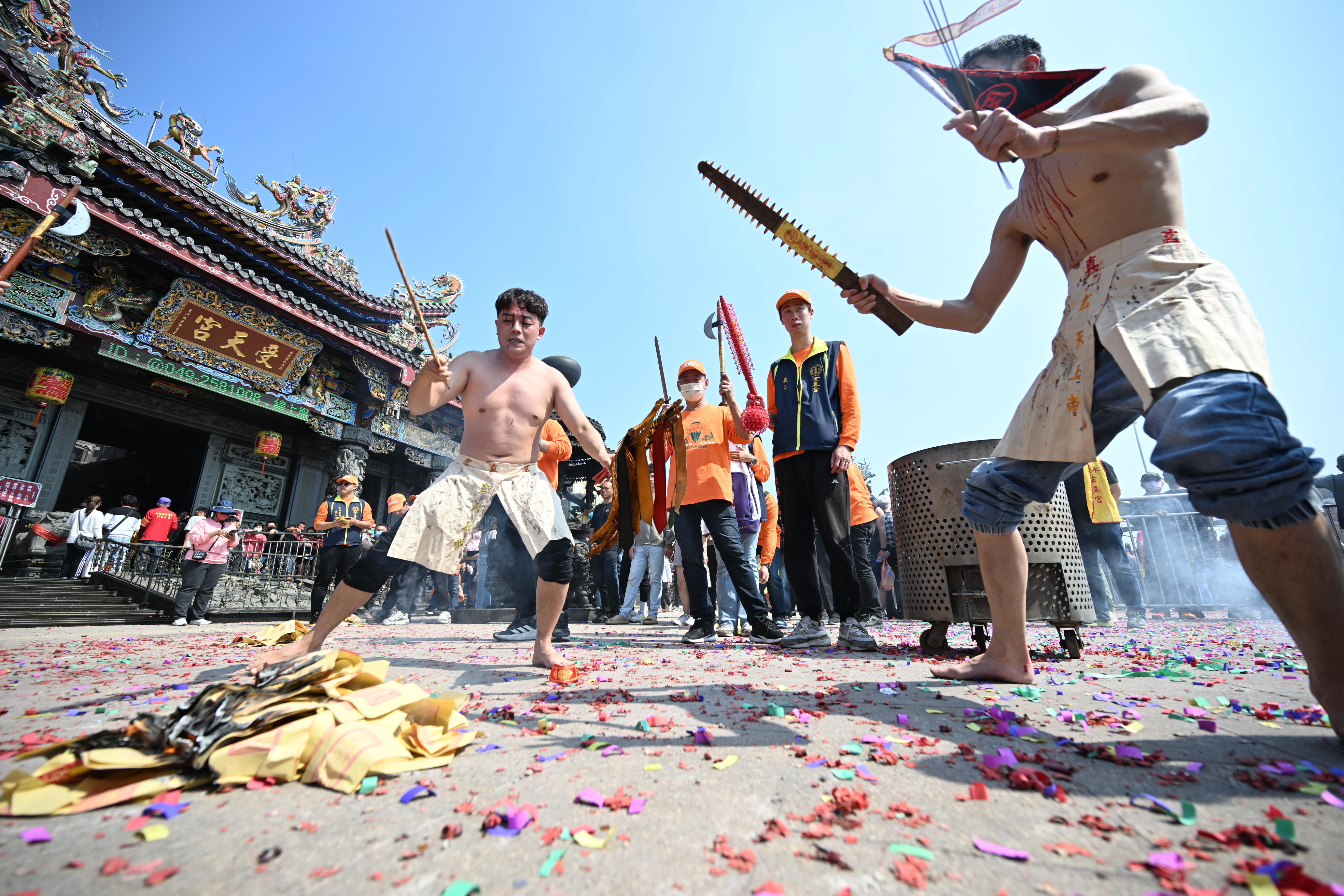
淡水玄真宮往松柏嶺受天宮謁祖進香，乩童操用五寶安五營